# Tam na łące czerwona kalina

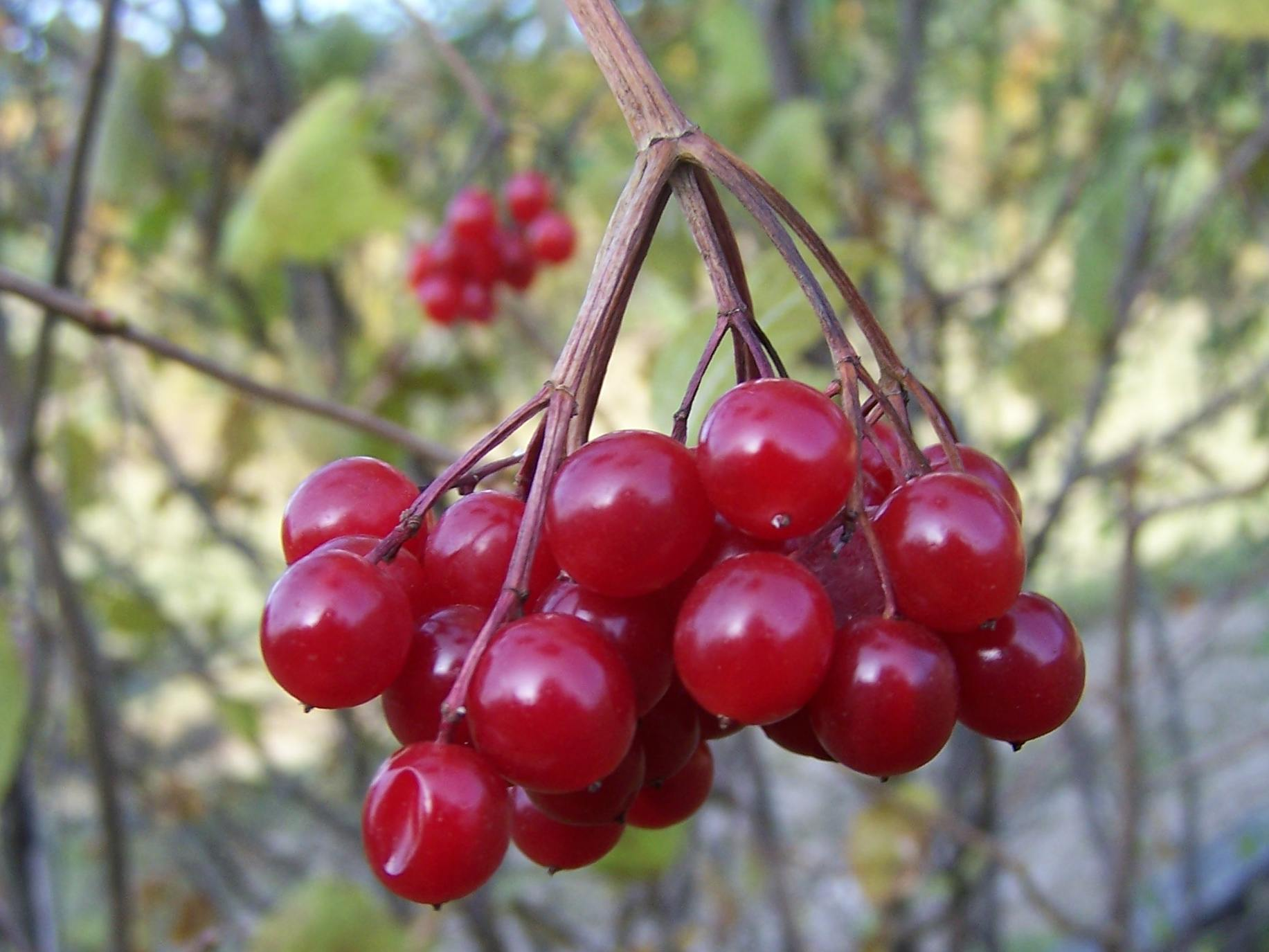
Owoce kaliny

Tam na łące czerwona kalina (ukr. Ой у лузі червона калина) – ukraiński marsz patriotyczny z 1911 roku, utwór finałowy ze spektaklu „Słońce ruin”, zaadaptowany jako własny hymn przez Legion Ukraińskich Strzelców Siczowych walczący w latach 1914–1919 o wyzwolenie Ukrainy spod panowania rosyjskiego. Utwór wykorzystuje motyw krzewu liściastego kaliny koralowej, który to symbol od wieków przewija się w kulturze ukraińskiej, w legendach i pieśniach. Złamane drzewo kaliny było oznaką kłopotów i tragedii; zniszczenie tego krzewu uznawano za czyn haniebny. Ukraińcy starannie ją chronili, bo panowało przekonanie, że kalina rosła tylko obok dobrych ludzi.

## Historia
Utwór jest znany w wielu wersjach a jego początki związane są ze spektaklem z 1911 roku pt. Słońce ruin – tragedią Wasyla Paczowskiego o hetmanie Piotrze Doroszence. Według niektórych źródeł, utwór istniał już podczas pierwszej adaptacji tego dramatu z 1912 roku w reżyserii Josyfa Stadnyka. W innej wersji Stepan Czarnecki, po tym jak w 1913 roku został reżyserem i dyrektorem Teatru Towarzystwa «Ukraiński Dyskurs» niezadowolony z poprzedniej adaptacji sztuki, za zgodą autora dokonał zmian i we własnej adaptacji miał zmienić między innymi piosenkę kończącą drugi akt – skargę Ukrainy „Czy nie byłem kaliną na łące”. Chcąc uczynić zakończenie bardziej optymistycznym, zaadaptował do dramatu starą kozacką piosenkę ludową Przepełniły się strome brzegi przerabiając słowa tak, aby tekst utworu lepiej pasował do treści sztuki, przy czym wykorzystał tylko dwie ostatnie zwrotki. Ponadto stworzył nową melodię do piosenki, inspirowaną muzyką ludową. Mychajło Kossak rozłożył ją na instrumenty. Utwór w tym czasie posiadał tylko jedną zwrotkę.
W sierpniu 1914 roku w Stryju pieśń „Ой у лузі червона калина” została po raz pierwszy usłyszana przez dowódcę sotni strzelców siczowych Hryhorija Trucha, który dodał do niej trzy zwrotki, w których mowa jest o walce z rosyjską niewolą, i w tej formie spopularyzował pieśń wśród strzelców. Zwrotka „Не хилися, червона калино” została dodana do tekstu piosenki pod koniec 1980 roku przez Łeopolda Jaszczenkę i Nadiję Switłyczną – dysydentów z czasów Związku Radzieckiego, gdzie publiczne wykonywanie tego utworu było zakazane, a za jego śpiewanie groziły represje. Ukraińskie radio nagrało tę wersję piosenki w 1991 roku.

### Popularność po inwazji Rosji na Ukrainę w 2022 roku

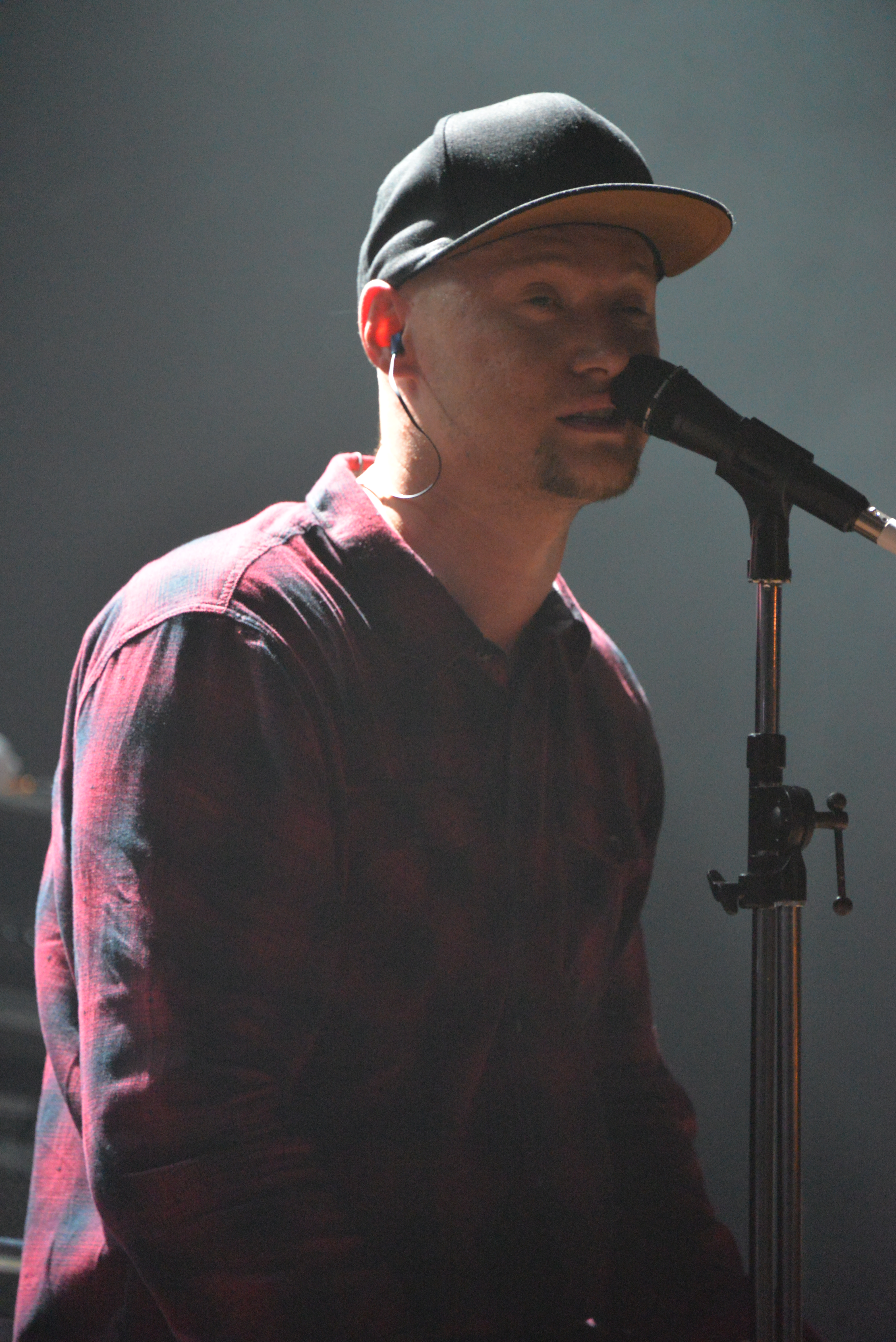
Andrij Chływniuk

W 2022 roku, w związku z inwazją Rosji na Ukrainę, utwór zdobył międzynarodową popularność dzięki nagraniu w serwisie społecznościowych, gdzie opublikowane zostało wykonanie Andrija Chływniuka z ukraińskiego zespołu Boombox, który wykonał utwór przed soborem Mądrości Bożej w Kijowie w umundurowaniu żołnierza obrony terytorialnej uzbrojonego w karabinek AK-74. Następnie utwór zyskał jeszcze większa popularność w wersji zremiksowanej przez artystę działającego pod pseudonimem The Kiffness, pochodzącego z RPA. Pod koniec marca 2022 ukraińscy łyżwiarze Ołeksandra Nazarowa i Maksym Nikitin w proteście przeciwko rosyjskiej inwazji wykonali taniec na lodzie do tego utworu na Mistrzostwach Świata w Łyżwiarstwie Figurowym 2022. Polski muzyk Limboski (Michał Augustyniak) 24 marca 2022 roku wydał swój remiks pieśni.

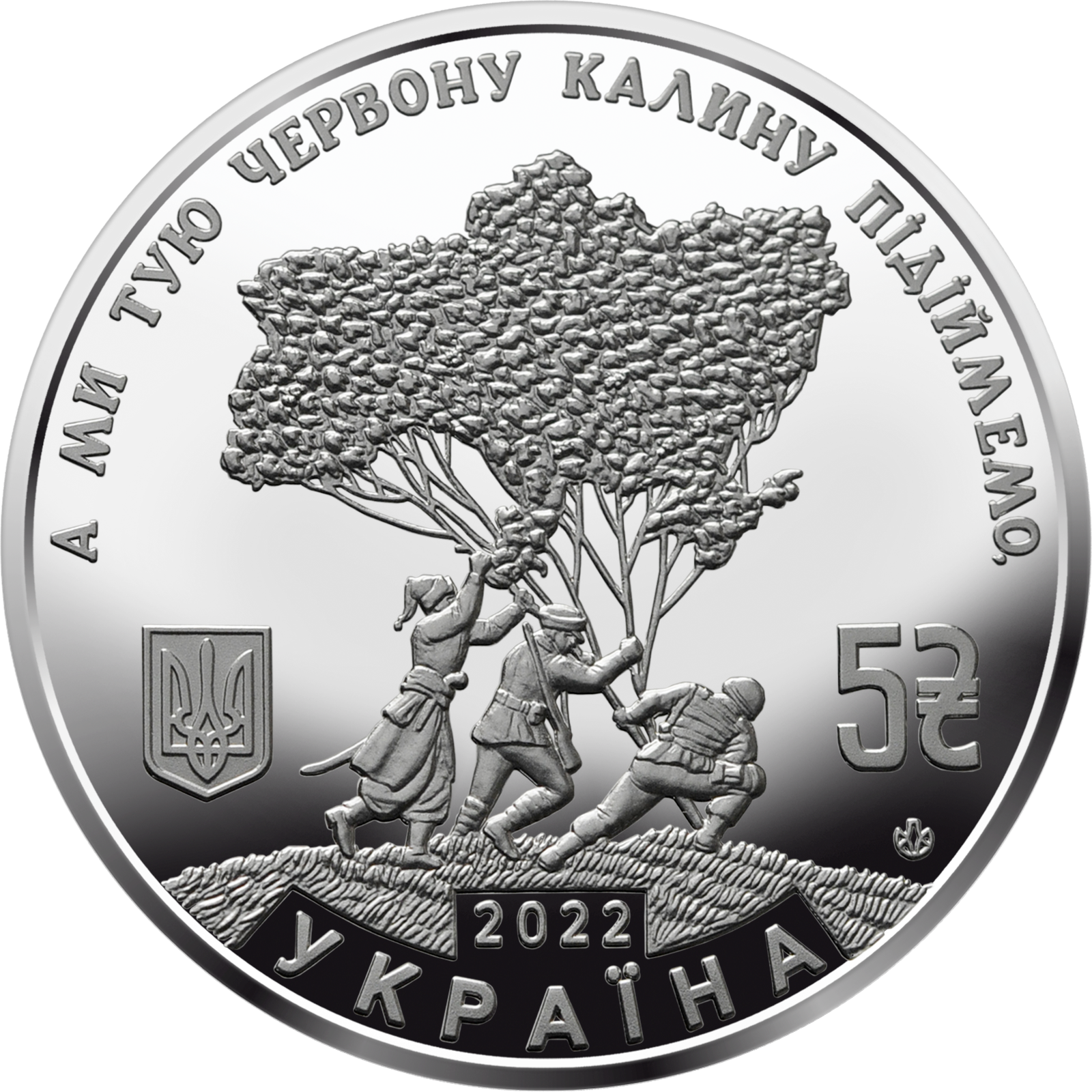
Pamiątkowa moneta „Ой у лузі червона калина” z 2022 roku

Na bazie utworu powstała piosenka Hey, Hey, Rise Up! z 2022 w wykonaniu Pink Floyd i Chływniuka opublikowana 8 kwietnia 2022, całkowite dochody są przeznaczone na pomoc humanitarną dla Ukrainy.
Na anektowanym przez Rosję Krymie śpiewanie „hymnów nacjonalistycznych”, takich jak Czerwona Kalyna, uznane jest przez władze Rosji za dyskredytację rosyjskiej armii i karane grzywną i więzieniem. We wrześniu 2022 r. rosyjskie władze okupacyjne na Krymie uwięziły i ukarały grzywną członków wesela za „zdyskredytowanie” rosyjskich sił zbrojnych poprzez odtwarzanie piosenki.
Siergiej Aksionow, rosyjski szef Półwyspu Krymskiego, ostrzegł, że władze będą surowo karać ludzi za śpiewanie takich piosenek. Powiedział, że „ludzie, którzy to robią, zachowują się jak zdrajcy” i że nad sprawą pracuje specjalna grupa Federalnej Służby Bezpieczeństwa Federacji Rosyjskiej.

## Autorstwo muzyki
Stepan Czarnecki twierdził, że sam skomponował melodię. Muzykolodzy (Fiłaret Kołessa, Wasyl Wytłycki) uważają melodię za ludową. W. Wytłycki twierdził, że jest to motyw piosenki Och, rozkwitła czerwona kalina nad studnią.
Wołodymyr Hordienko w swojej wydanej w 1990 r. pracy Ukraińscy strzelcy siczowi podaje, że muzykę napisał słynny kompozytor Mуchajło Hajworonski.

## Kontrowersje
W mediach społecznościowych pojawiły się liczne wpisy przedstawiające utwór jako hymn Ukraińskiej Powstańczej Armii (UPA) – formacji zbrojnej ukraińskich nacjonalistów działającej w latach 1942–1956, która jest odpowiedzialna za dokonane w latach 1943–1945 zbrodnie ludobójstwa na ludności polskiej na Wołyniu i w Galicji Wschodniej. Podobne stanowisko wysuwało Stowarzyszenie Upamiętniania Polaków Pomordowanych na Wołyniu, wnosząc zarazem zawiadomienie do Prokuratury Rejonowej w Hrubieszowie o możliwości popełnienia przestępstwa publicznego propagowania faszystowskiego lub innego totalitarnego ustroju państwa przez pracowników Zamojskiego Domu Kultury, którzy zorganizowali publiczne wykonanie „Czerwonej kaliny” przez polską i ukraińską młodzież, nagrali je i zamieścili w mediach społecznościowych. Prokuratura nie dopatrzyła się jednak znamion czynu zabronionego i wydała postanowienie o odmowie wszczęcia dochodzenia w tej sprawie.
Historyk z Uniwersytetu Gdańskiego – prof. Igor Hałagida – zaznacza, że nie istnieją źródła potwierdzające fakt, że utwór ten był hymnem wspomnianej organizacji. Podkreśla także, że nie istnieją źródła mówiące o tym, by był on w jakiś szczególny sposób wyróżniany przez członków UPA. Polski Instytut Spraw Międzynarodowych wskazuje, że rozpowszechnianie takich informacji w czasie wojny rosyjsko–ukraińskiej może być celowym zabiegiem rosyjskiej propagandy. Z kolei historyk rzeszowskiego oddziału IPN, Artur Brożyniak twierdzi, że pieśń „była (...) lansowana przez niektóre środowiska nacjonalistów ukraińskich jako «Hymn UPA»” i była wykonywana przez tę formację zbrojną.
W rzeczywistości hymnem OUN/UPA był utwór pt. „Marsz Ukraińskich Nacjonalistów”, obecnie znany również jako „Marsz Nowej Armii”.